# Peach

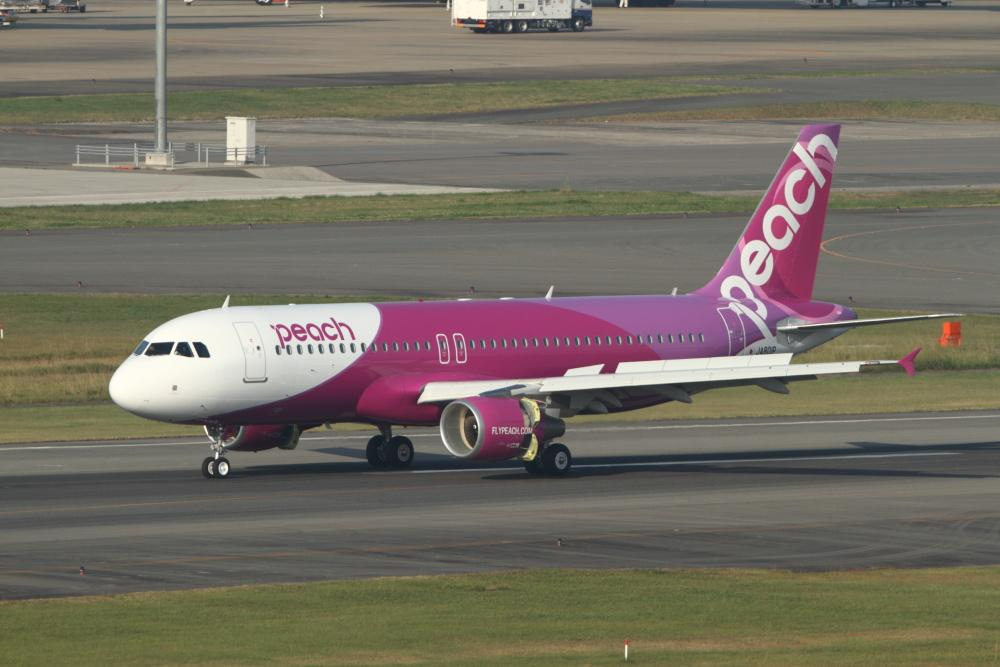
Peach Airlines

Peach Aviation Limited hay Peach Aviation (tiếng Nhật: 株式会社 (Phiên âm: Kabushiki Kaisha) và hoạt động dưới tên gọi là Peach là hãng hàng không giá rẻ có trụ sở tại Nhật Bản. Tổng hành dinh của hãng hiện nay được đặt tại tầng 5 của Kensetsu-tō (建設棟 (Phiên âm: Kensetsu-tō) ở Sân bay quốc tế Kansai và ở Izumisano thuộc tỉnh Osaka.

## Lịch sử
Peach được thành lập vào tháng 2 năm 2011 như A & F Aviation, một liên doanh giữa All Nippon Airways và First Eastern Investment Group. Công ty áp dụng cho một giấy chứng nhận điều hành trong tháng 4 năm 2011 và đổi tên thành Peach tháng 5 năm 2011. Cổ phiếu của hãng được tổ chức bằng nhau bởi ANA, FEIG và Innovation Network Corporation of Japan, với ANA đang nắm giữ một lượng lớn về cổ phiếu hơn so với các cổ đông còn lại.
Màu sơn máy bay của Peach được thiết kế bởi Neil Denari, và đồng phục của phi hành đoàn của James Wilkie. Hãng hàng không có trụ sở tại Sân bay quốc tế Kansai.

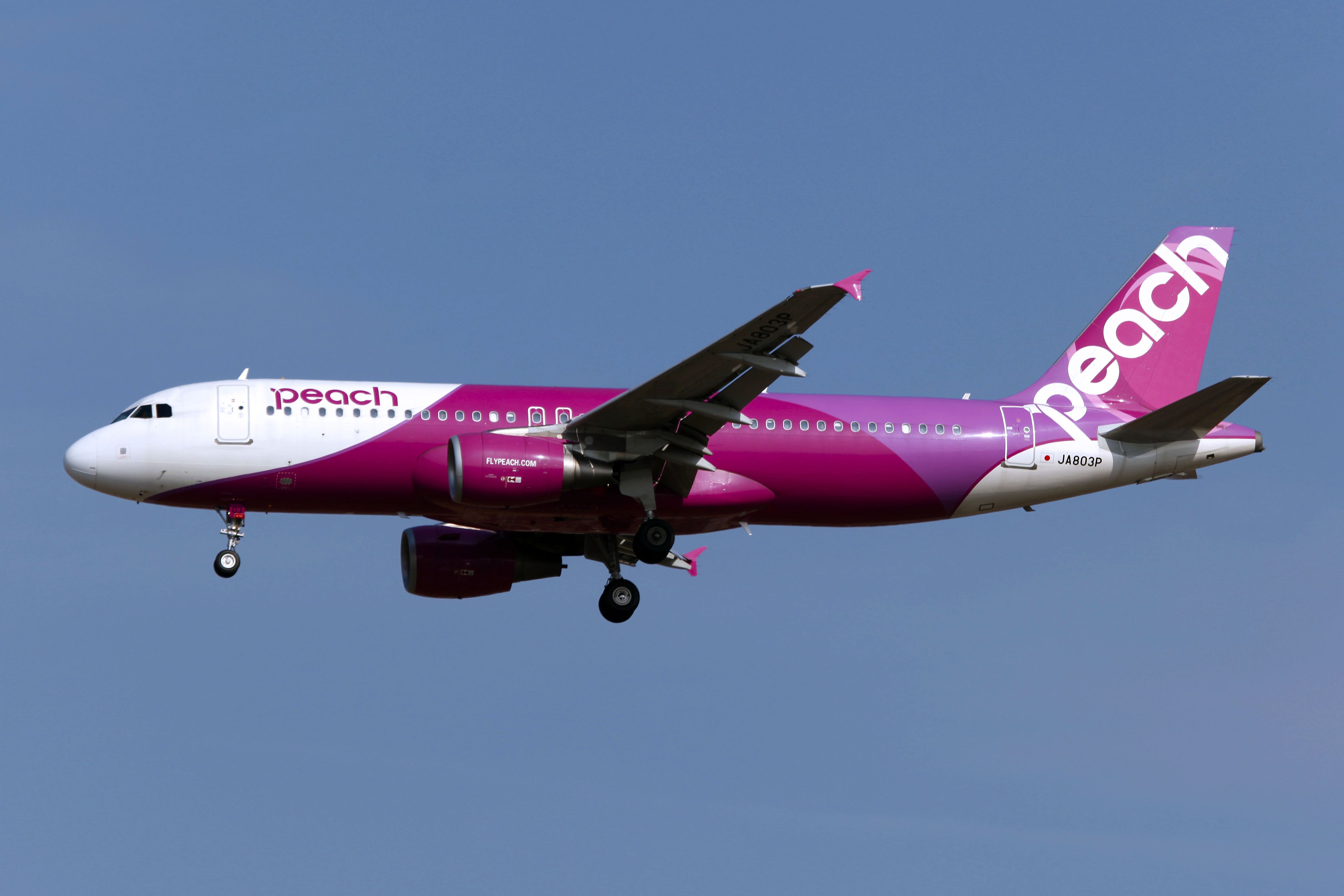
Peach - Airbus A320-214

Trong tháng 7 năm 2011, Peach đã nhận được 1.909 ứng dụng cho các lớp học đầu tiên của 90 tiếp viên hàng không.
Trụ sở chính của nó từng tại nằm trên tầng thứ ba của Aeroplaza (エアロ プラザ Earopuraza), nằm Sân bay quốc tế Kansai ở Tajiri, Sennan, Osaka Prefecture.
Tháng 8 năm 2011, Peach đã thông báo rằng nó đã được di chuyển văn phòng hoạt động từ Aeroplaza Kensetsu-to. Hãng có kế hoạch để bắt đầu hoạt động tháng 3 năm 2012.

## Các điểm đến
Hiện nay, Peach đang mở các điểm bay đến 4 quốc gia ở Châu Á:
- Hồng Kông
  - Sân bay quốc tế Hồng Kông (Từ ngày 1 tháng 7)
- Nhật Bản
  - Fukuoka-Sân bay Fukuoka (Từ ngày 1 tháng 3)
  - Kagoshima-Sân bay Kagoshima (Từ ngày 1 tháng 4)
  - Osaka-Sân bay quốc tế Kansai (Trạm trung chuyển)
  - Nagasaki-Sân bay Nagasaki (Từ ngày 25 tháng 3)
  - Sapporo-Sân bay Chitose mới (Từ ngày 1 tháng 3)
- Hàn Quốc
  - Seoul-Sân bay quốc tế Incheon (Từ ngày 8 tháng 5)
- Đài Loan
  - Đài Bắc-Sân bay quốc tế Đào Viên Đài Loan (Từ ngày 30 tháng 9)

## Đội bay
Tính đến tháng 6/2021:
| Máy bay         | Đang vận hành | Đặt hàng | Hành khách | Ghi chú               |
| --------------- | ------------- | -------- | ---------- | --------------------- |
| Airbus A320-200 | 30            | 7        | 180        |                       |
| Airbus A320neo  | 4             | 22       | 188        |                       |
| Airbus A321LR   | —             | 2        | TBA        | Giao hàng từ năm 2020 |
| Tổng cộng       | 34            | 31       |            |                       |